# Ihor Pinczuk
Ihor Borysowycz Pinczuk (ukr. Ігор Борисович Пінчук; ur. 11 października 1967 w Kijowie) – ukraiński koszykarz, występujący na pozycji środkowego, reprezentant ZSRR.

## Osiągnięcia
Stan na 30 kwietnia 2022, na podstawie, o ile nie zaznaczono inaczej.

### Drużynowe
- Mistrz:
  - Ukrainy (1992, 1993)
  - Słowacji (1994)
  - ZSRR (1989)
  - II ligi niemieckiej (2004)
- Wicemistrz:
  - Ukrainy (1998)
  - Słowacji (1997)
  - II ligi niemieckiej (2002, 2003)
- Brązowy medalista mistrzostw:
  - Słowacji (1995)
  - ZSRR (1990)
- Finalista Pucharu Słowacji (1996)

### Reprezentacja
- Wicemistrz świata (1990)[3]
- Brązowy medalista igrzysk dobrej woli (1990)

Młodzieżowe
- Wicemistrz Europy U–18 (1986)[4]
- Uczestnik mistrzostw świata U–19 (1987 – 7. miejsce)[5]